# Brusson (Italië)
Brusson is een gemeente in de Italiaanse regio Aostadal en telt 860 inwoners (31-12-2004). De oppervlakte bedraagt 55,5 km², de bevolkingsdichtheid is 15 inwoners per km².
De volgende hameaux maken deel uit van de gemeente: La Croix, La Pila, Arcésaz, Curien, Estoul, Extrepierre, Fénille, Fontaine, Graines, Pâquier, Vollon.

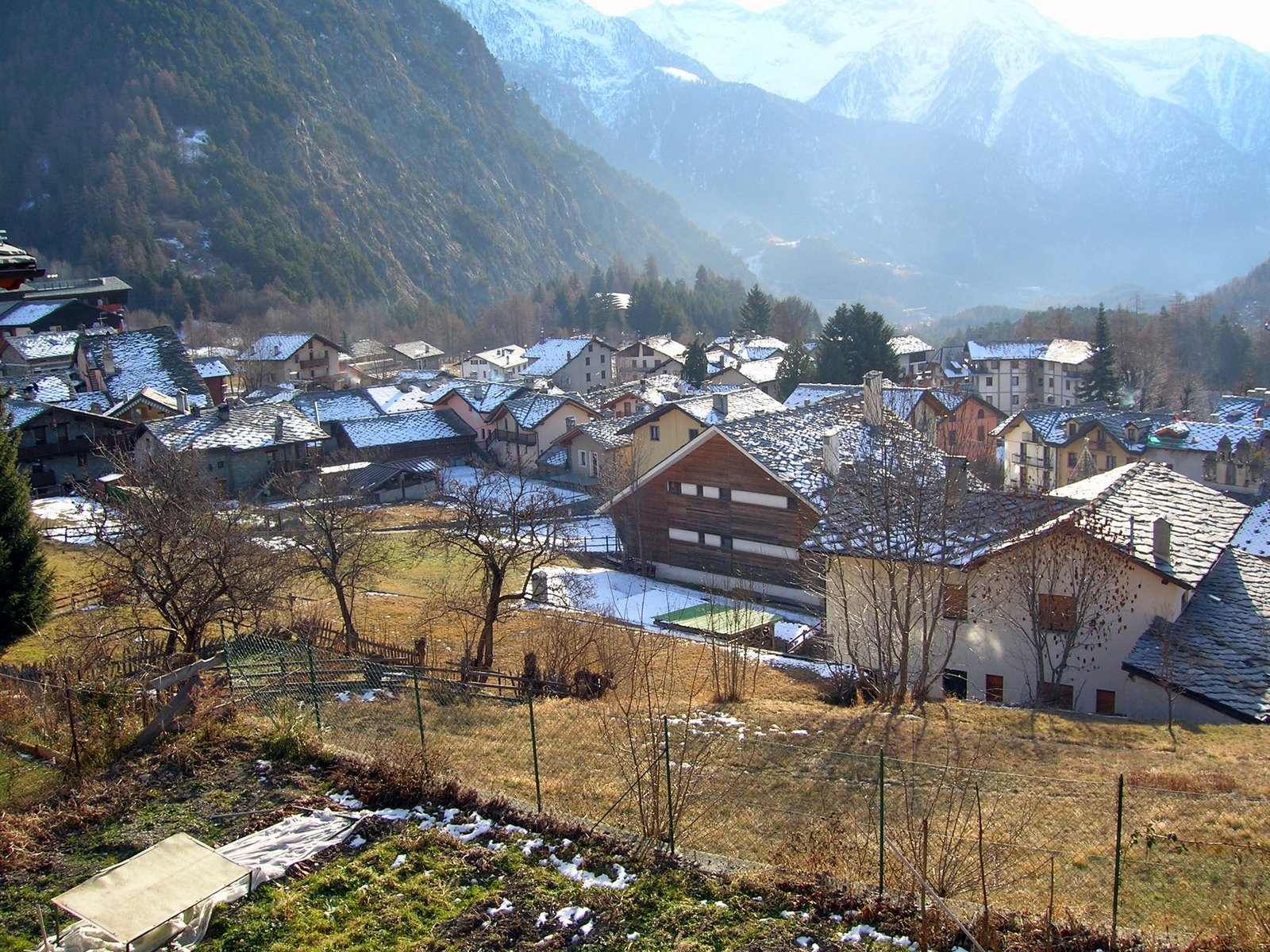
Brusson
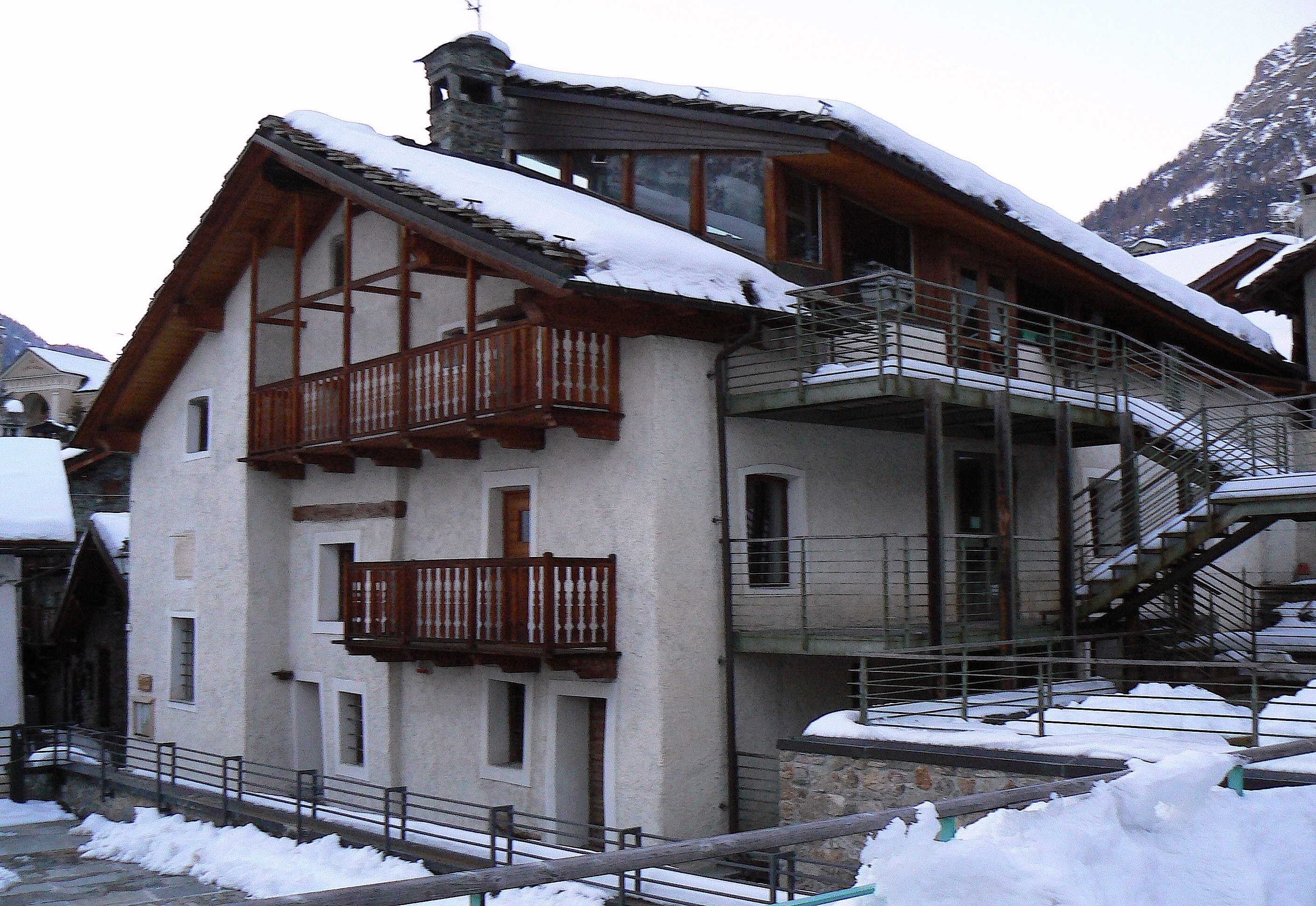
Bibliotheek
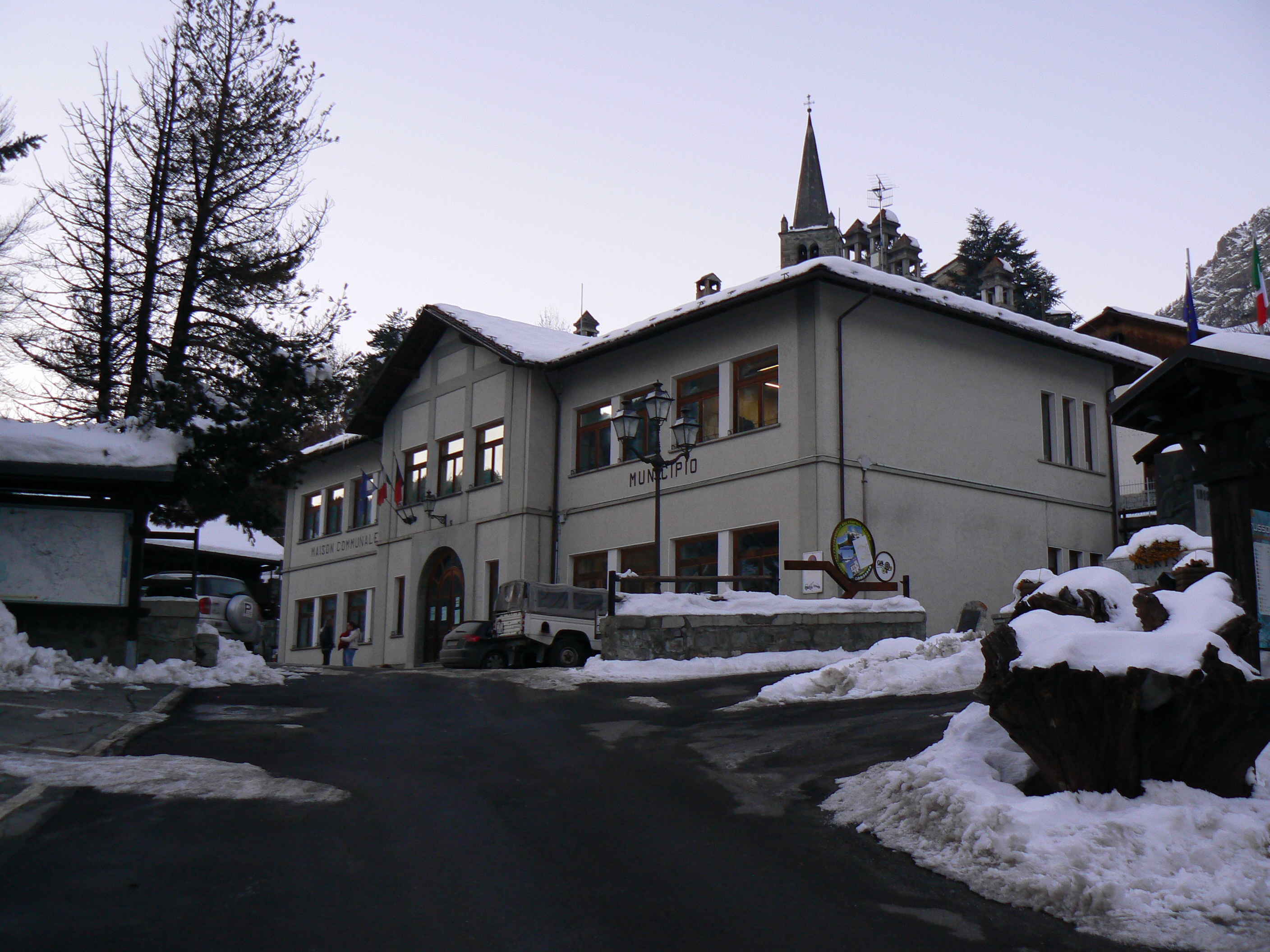
Gemeentehuis

## Demografie
Brusson telt ongeveer 411 huishoudens. Het aantal inwoners daalde in de periode 1991-2001 met 0,9% volgens cijfers uit de tienjaarlijkse volkstellingen van ISTAT.
| Jaar | Inwoneraantal |
| ---- | ------------- |
| 1991 | 901           |
| 2001 | 893           |

## Geografie
De gemeente ligt op ongeveer 1338 m boven zeeniveau in het val d'Ayas.
Brusson grenst aan de volgende gemeenten: Ayas, Challand-Saint-Anselme, Émarèse, Gaby, Gressoney-Saint-Jean, Issime, Saint-Vincent.